# المغيل (ردمان)

تعديل مصدري - تعديل

المغيل هي إحدى قرى عزلة ال بقش بمديرية ردمان التابعة لمحافظة البيضاء، بلغ تعداد سكانها 106 نسمة حسب تعداد اليمن لعام 2004.